# Ceylonthelphusa soror
Ceylonthelphusa soror е вид десетоног ракообразен организъм от семейство Gecarcinucidae. Видът не е застрашен от изчезване.

## Разпространение
Разпространен е в Шри Ланка.

## Описание
Популацията на вида е стабилна.